# Panora (Iowa)
Panora – miasto w Stanach Zjednoczonych, w stanie Iowa, w hrabstwie Guthrie. Zgodnie ze spisem statystycznym z 2000 roku, miasto liczyło 1175 mieszkańców.